# 開明 (王世充)
開明（かいめい）は、隋末唐初に鄭政権を樹立し自立した王世充が建てた私年号。
619年 - 621年。

## 西暦・干支との対照表
| 開明 | 元年  | 2年   | 3年   |
| 西暦 | 619年 | 620年 | 621年 |
| 干支 | 己卯  | 庚辰  | 辛巳  |